# Nhâm Mạnh Dũng
Nhâm Mạnh Dũng (sinh ngày 12 tháng 4 năm 2000) là một cầu thủ bóng đá người Việt Nam hiện đang thi đấu ở vị trí tiền đạo cắm cho Viettel và đội tuyển quốc gia Việt Nam.
Nhâm Mạnh Dũng là mẫu cầu thủ đa năng, có thể chơi tốt ở vị trí tiền đạo cắm và lẫn trung vệ. Anh từng đóng vai trò thủ môn của U-23 Việt Nam trong trận đấu với Ả Rập Xê-út tại vòng chung kết U23 châu Á 2022 sau khi thủ thành Quan Văn Chuẩn phải nhận thẻ đỏ rời sân.

## Sự nghiệp
Năm 2011, lãnh đạo Trường Năng khiếu Thể dục Thể thao Thái Bình phát hiện Mạnh Dũng khi anh thi đấu ở giải bóng đá nhi đồng tỉnh. Sau đó, Dũng được tham dự giải nhi đồng toàn quốc tổ chức tại Đắk Lắk. Khoảng 2 năm sau, anh được tuyển vào đội trẻ Viettel theo hợp đồng liên kết đào tạo với trường. Năm 2017, Mạnh Dũng góp mặt trong đội hình của U-17 Viettel tham dự giải vô địch U-17 quốc gia. Tại giải này, anh ghi được 8 bàn thắng giành giải vua phá lưới và cầu thủ xuất sắc nhất góp công lớn vào thành tích á quân của U-17 Viettel.
Mùa giải 2019, Mạnh Dũng được đôn lên đội một Viettel thi đấu tại V.League 1. Anh ra mắt đội bóng khi vào sân thay người ở những phút cuối trận thắng Hải Phòng vào ngày 24 tháng 5.
Tại Giải U-21 quốc gia 2020, Mạnh Dũng là một trong những nhân tố gây bất ngờ trong hành trình giành chức vô địch U-21 Viettel khi đồng thời đảm nhiệm cả hai vị trí là trung vệ và tiền đạo. Cũng trong năm này, Mạnh Dũng đã cùng Viettel giành chức vô địch V.League 1 2020.
Ngày 22 tháng 5 năm 2022, trong trận chung kết SEA Games 31, Nhâm Mạnh Dũng đã ghi bàn thắng duy nhất giúp U-23 Việt Nam đánh bại U-23 Thái Lan và giành huy chương vàng.
Ngày 21 tháng 9 năm 2022, Nhâm Mạnh Dũng ra mắt đội tuyển quốc gia Việt Nam khi đá chính trong trận gặp Singapore ở giải giao hữu quốc tế tại thành phố Hồ Chí Minh.

## Vị trí thi đấu
Nhâm Mạnh Dũng xuất thân từ vị trí tiền đạo cắm nhưng thường xuyên được huấn luyện viên Park Hang-seo kéo xuống thi đấu ở vị trí trung vệ khi thi đấu cho các đội tuyển U-22, U-23 Việt Nam.
Trong trận đấu với đội tuyển U-23 Ả Rập Xê Út tại Cúp bóng đá U-23 châu Á 2022, anh còn đóng vai trò thủ môn của U-23 Việt Nam khi thay thế cho Quan Văn Chuẩn phải nhận thẻ đỏ rời sân.

## Phim đã tham gia
Nhâm Mạnh Dũng từng tham gia diễn xuất ở bộ phim "Gia đình mình vui bất thình lình" của VFC. Trong phim, anh vào vai Nhâm Văn Thìn, con trai ông Nhâm Văn Tuất (Jimmy Khánh đóng) và tham gia trận đấu bóng đá với gia đình ông Toại (NSND Bùi Bài Bình đóng).

## Thống kê sự nghiệp

### Câu lạc bộ
Tính đến ngày 20 tháng 5 năm 2023
| Câu lạc bộ     | Mùa giải       | Giải đấu       | Giải đấu | Giải đấu | Cúp quốc gia | Cúp quốc gia | Châu lục | Châu lục | Khác | Khác | Tổng cộng | Tổng cộng |
| Câu lạc bộ     | Mùa giải       | Hạng           | Trận     | Bàn      | Trận         | Bàn          | Trận     | Bàn      | Trận | Bàn  | Trận      | Bàn       |
| -------------- | -------------- | -------------- | -------- | -------- | ------------ | ------------ | -------- | -------- | ---- | ---- | --------- | --------- |
| Viettel        | 2019           | V.League 1     | 2        | 0        | 0            | 0            | —        | —        | —    | —    | 2         | 0         |
| Viettel        | 2020           | V.League 1     | 2        | 0        | 4            | 1            | —        | —        | —    | —    | 6         | 1         |
| Viettel        | 2021           | V.League 1     | 3        | 0        | 0            | 0            | 4        | 0        | 0    | 0    | 7         | 0         |
| Viettel        | 2022           | V.League 1     | 14       | 2        | 2            | 2            | 4        | 1        | —    | —    | 20        | 5         |
| Viettel        | 2023           | V.League 1     | 8        | 0        | 1            | 2            | —        | —        | —    | —    | 9         | 2         |
| Tổng sự nghiệp | Tổng sự nghiệp | Tổng sự nghiệp | 29       | 2        | 7            | 5            | 8        | 1        | 0    | 0    | 44        | 8         |

1. ↑  Số lần ra sân tại AFC Champions League
2. ↑  Số lần ra sân tại AFC Cup

### Quốc tế
Tính đến ngày 21 tháng 9 năm 2022
| Đội tuyển quốc gia | Năm       | Trận | Bàn |
| ------------------ | --------- | ---- | --- |
| Việt Nam           | 2022      | 2    | 0   |
| Tổng cộng          | Tổng cộng | 1    | 0   |

### Bàn thắng quốc tế

#### U-19 Việt Nam
| #  | Ngày                | Địa điểm                                      | Đối thủ  | Bàn thắng | Kết quả | Giải đấu          |
| -- | ------------------- | --------------------------------------------- | -------- | --------- | ------- | ----------------- |
| 1. | 22 tháng 4 năm 2018 | Sân vận động World Cup Suwon, Suwon, Hàn Quốc | Hàn Quốc | 1–0       | 1–1     | Suwon JS Cup 2018 |

#### U-23 Việt Nam
| #  | Ngày                | Địa điểm                                        | Đối thủ  | Bàn thắng | Kết quả | Giải đấu                         |
| -- | ------------------- | ----------------------------------------------- | -------- | --------- | ------- | -------------------------------- |
| 1. | 22 tháng 5 năm 2022 | Sân vận động Quốc gia Mỹ Đình, Hà Nội, Việt Nam | Thái Lan | 1–0       | 1–0     | Đại hội Thể thao Đông Nam Á 2021 |
| 2. | 8 tháng 6 năm 2022  | Sân vận động Lokomotiv, Tashkent, Uzbekistan    | Malaysia | 1–0       | 2–0     | Cúp bóng đá U-23 châu Á 2022     |

## Danh hiệu

### Câu lạc bộ
Viettel
- V.League 1: 2020
- Á quân Cúp quốc gia: 2020
- Á quân Siêu cúp quốc gia: 2020

### Quốc tế
U-23 Việt Nam
- Đại hội Thể thao Đông Nam Á: 2021
- Giải vô địch bóng đá U-23 Đông Nam Á: 2022

### Cá nhân
- Cầu thủ xuất sắc nhất VCK Giải vô địch U-17 quốc gia: 2017
- Vua phá lưới Giải vô địch U-17 quốc gia: 2017
- Vua phá lưới Giải vô địch U-21 quốc gia: 2020